# 高瀬敦也
高瀬 敦也（髙瀬 敦也、たかせ あつや、1975年11月16日 - ）は、日本のコンテンツプロデューサー、著作家、実業家、株式会社ジェネレートワン代表取締役社長。著書に『企画　いい企画なんて存在しない』『人がうごくコンテンツのつくり方』がある。動画企画、商品開発、広告戦略、マンガ原作、音楽、アプリ開発を行う。過去に『run for money 逃走中』『battle for money 戦闘中』『有吉の夏休み』『Numer0n』『世界行ってみたらホントはこんなトコだった!?』『ノイタミナ』『中田敦彦NEXT』『3LDK』『伯方の塩オーディション』を企画。フジテレビの元テレビプロデューサーで2018年に独立。
フジテレビ時代は主にバラエティ番組の編成、企画に携り、テレビアニメも担当していた。青山学院大学法学部卒業。東京都渋谷区出身。

## 略歴
東京都渋谷区出身。青山学院大学法学部を卒業。青山学院大学在学中、渋谷にレストランバーを開業したものの1年でつぶれた。
1998年（平成10年）フジテレビに入社。スポット営業部に配属となりスポットセールスプランニングに従事、5年間勤務する。
2003年（平成15年）に編成制作局編成部に異動。編成部配属になってからはバラエティ番組とテレビアニメを中心に担当する。テレビアニメ担当では金田耕司（現・制作局長）の下でアニメのプロデューサーを担当する。アニメでは最初に『金色のガッシュベル!!』のプロデューサーを担当する。アニメブランド「ノイタミナ」を立ち上げ、「ノイタミナ」を命名。『図書館戦争』が終了してからはバラエティ番組の企画、編成が中心となる。バラエティ番組では『run for money 逃走中』『Numer0n（ヌメロン）』『有吉の夏休み』など企画。ゲーム化もプロデュースした「逃走中」は累計100万本が売れて50億円の売り上げを達成。「ヌメロンアプリ」は350万ダウンロードを記録。
2011年（平成23年）4月放送開始のアニメ・『トリコ』より、企画を担当する（正確には、2008年頃放送のこちら葛飾区亀有公園前派出所）の特別番組で先に企画を担当した）。ちなみに、『金色のガッシュベル!!』、『レジェンズ 甦る竜王伝説』、『DIGITAL MONSTER X-evolution』、『デジモンセイバーズ』、『トリコ』など、モンスターが登場するアニメ作品に関わっている傾向がある。『トリコ』では、放送開始から放送終了まで、毎年4月に放送された、『ONE PIECE』とのコラボを企画し、さらに、三年目には『ドラゴンボールZ』も参入し、三作品のコラボを実現させた。
2017年（平成29年）7月1日に編成局制作センターに異動する。それ以前は、編成局編成部主任だった。2018年（平成30年）1月31日付でフジテレビを退社した。コンテンツプロデュースをする株式会社ジェネレートワンを創業。
その後、YouTubeチャンネル『お金のまなびば！』の動画プロデュース。開設半年で登録者数10万人を突破。マンガの原作脚本制作を開始する。「二択歩行」は各漫画アプリで第１位に。他「OPI」「独立国家埼玉」「ネコレンニャー」などオリジナル性の高いファンタジー作品が順次公開予定。 また、Ｔシャツに特化したアパレルブランドgeneraを立ち上げる。 自社での事業の他、音声と写真のコンテンツプラットフォームアプリ「hearr」を立案、ローンチ。スマホ向け動画事業の立ち上げに多数参画、ライブコマース事業にも関わるなど、IT分野にも精力的に注力する。ブライダル、製菓、製塩、ほか多業種で、新事業企画、新商品企画、広告プロモーション戦略など幅広くコンサルティングを行っている。
ボディチューニングブランド「DEMENSIONING」やソフトウェアプロダクション「POSTURBAN」など共同創業。Twitterでの「伯方の塩 二代目声優オーディション」で広告効果10億円とも言われたバズを生み出したほか、自身プロデュースの日本酒「騨飛龍」のキャンペーンは1日で10万リツイート。現在15社以上で顧問・アドバイザーを務める。「メンバー全員がコンテンツを創って世に出しまくる」ことを応援するオンラインサロン「コンテンツファクトリー2030」主宰する。著書 『人がうごく コンテンツのつくり方』はベストセラーとなる。

## 人物
- 小さい頃は、自分で作った工作で他人の反応を見るのが好きな子供だった。他人の目を気にする自意識過剰な子供で電車やバスで人の目を意識していた[8]。
- 中学生の頃は、スポーツ新聞を読むのが好きだった。毎日スポーツ新聞を買って教室の黒板に記事を切り取って毎日貼っていた。クラス中にとって毎朝の楽しみになっていき、ここから会話のきっかけとなった追体験が企画者の始まりだった[8]。
- 小さい頃に父親から言われた「幸福は死ぬ瞬間で決まるんだよ」という言葉が今でも響いている。「例えば、満たされて、モテまくって、お金も一杯あって、みんなから羨ましがられながら生きてきても、死ぬ直前に『全部嘘だよー』って言われたら地獄だし、その逆もしかりだし」と語っている[10]。
- フジテレビを退社した理由は外部から見ると自分の力でないことを察知したから。30歳になった頃から60歳を過ぎた自分の未来に不安を抱え、「会社の肩書きがなくなったらどうしよう?」と思ったこともある[5]。
- 1998年頃からDJ活動を開始し、サンデーアフタヌーンパーティー「O-range」を発足させる。当時一般的ではなかった“日曜午後のクラブパーティー”というコンセプトを広めることに貢献。2008年「2E2L Recordings」を設立。リリースしたタイトルは400を超。自身制作面では同年アルバムを全国CDリリース。世界最大のオンラインストア「Beatport」において「Lemon Heart and the Tokyo Syndrome」がTech Houseチャート12位を記録するなど７タイトルがチャートインした[6]。

## 制作手法
- 高瀬は著書で「企画力という単独のスキルは存在しない。企画とはシステムだ」「企画力は『インプット力』『結び付け力』『多産力』『巻き込み力』『やりきり力』の5つに分解できると整理し、これをたたき台に思考の解像度を高めることが『企画力』を高めることにつながる」と説いている[9]。
- ヒットコンテンツに共通する思考は"ベタが最強"で、「ヒットコンテンツはみな同じ。恋愛ドラマは極論、全部シェイクスピア。お笑いはチャップリンと古典落語」とも語っている。「そこには人の普遍的な心理があると持論を持つ。さらにコンテンツ作りでやってしまいがちな間違いは、ベタを押さえながら他との差別化をするために『足し算』をしてしまうこと。サービスで言うと機能を増やす、ドラマで言うと登場人物を多くする。結果的にこの足し算は無駄なモノ、コンテンツの魅力を落としてしまう」としている[11]。
- 28歳のときに『run for money 逃走中』を企画した。たまたまサッカー中継を見ていたときに残り時間のタイム表示から企画を発想した。タイムがカウントダウンされることでツマラナイ試合でも見てしまうことで、ずっとカウントダウン表示されていれば視聴率が取れるなあと着眼した。当時の上司に企画書を出したが「訳がわからない」と怒られた。BSフジでパイロット版を作る枠があったので粘ったあげく、「誰も観てないからいいだろう」みたいな感じでやらせてもらえることになった[12][5]。
- 36歳のときに『Numer0n（ヌメロン）』を企画した。30分ゲームをする内容は自身が編成に所属していたので通った企画である。視聴率重視の番組ではなく別の座組でお金を獲得する目論見でチャレンジした。当時スマートフォンでアプリが流行り始めていたので乗っかった企画でもあった[5]。
- どれだけ天才と言われる人でも失敗は避けて通れない。チャレンジすることの重要性を信じている。以前秋元康に取材したとき「失敗が怖くないですか？」と聞くと、即答で「怖くない。失敗は誰も知らないから。誰も知らないから失敗なんだよ。僕が作詞して売れなかった曲はたくさんあるけど、君はその曲を知らないでしょ？知らないから失敗なんだよ（笑）」と答えた。今でも大切にしている言葉だという[11]。
- 多数のアニメ番組をプロデュースしている。 常にマネタイズを意識した企画立案と、独自の世界観を創りあげることを得意とし、ブランディングに強い拘りを以て行うコンテンツプロデュースは、テレビ業界外で長く注目されていた[6]。

## 独立後の作品（番組）
- 『マジカルナンバー その数字（かず）にはワケがある』（NHK総合テレビジョン）
- 『99Q』（NHK総合テレビジョン）
- 『天才てれびくんhello,』（NHK教育テレビジョン）※一部企画を担当（2022年4月19日～）
- 『キズナキルナ〜極限のマネージャー獲得サバイバル〜』（TBSテレビ）
- 『中田敦彦NEXT』（NewsPicks）
- 『3LDK』（グノシー）
- 『伯方の塩オーディション』
- 『お金のまなびば！』（YouTube番組）
- 『コンテンツファクトリー2030』（オンラインサロン）
- 『ADEL33』（YouTube番組）

## フジテレビ時代の作品（番組）

### テレビ
50音順
あ行
- 『アストロボーイ・鉄腕アトム』【アニメ番組】 ＜プロデューサー＞
- 『怪 〜ayakashi〜』【アニメ番組】 ＜プロデューサー＞
- 『有吉の夏休み』 ＜プロデューサー＞　※以前は編成企画
- 『有吉ベース』　 ※フジテレビオンデマンド、フジテレビONE
- 『ウチくる!?』 ＜編成＞
- 『内村と坂上の21世紀職人!!』 ＜プロデューサー＞

か行
- 『GIRLSブラボー』(first season)【アニメ番組】 ＜プロデューサー＞
- 『Calcolon』 ＜編成企画＞
- 『GANTZ〜the first stage〜』【アニメ番組】 ＜プロデューサー＞
- 『キカナイト』 ＜編成企画＞
- 『金色のガッシュベル！！』【アニメ番組】 ＜プロデューサー＞
- 『クイズ!ヘキサゴン』 ＜編成＞
- 『クロノス』 ＜企画＞
- 『クロノクルセイド』（アニメ番組） ＜プロデューサー＞
- 『芸能界特技王決定戦 TEPPEN』 ＜編成＞
- 『芸能人私生活のセンス完全抜き打ち一斉調査!』 ＜編成企画＞
- 『ゲゲゲの鬼太郎』【アニメ番組】 ＜プロデューサー＞
- 『怪生伝』 ＜編成企画＞
- 『月面兎兵器ミーナ』【アニメ番組】 ＜プロデューサー＞
- 『こんな感じでどうですか』 ＜編成企画＞

さ行
- 『サタデー・ナイト・ライブ JPN』 ＜編成＞
- 『サポーターズ』 ＜編成企画＞
- 『ジャンプ!○○中』 ＜編成＞
- 『世界行ってみたらホントはこんなトコだった!?』 ＜編成企画＞
- 『世界は言葉でできている』 ＜編成企画＞
- 『潜在能力テスト』 ＜編成企画＞
- 『その顔が見てみたい』 ＜編成企画＞

た行
- 『超逆境クイズバトル!! 99人の壁』 ＜プロデューサー＞
- 『超ド級!世界のありえない映像』 ＜編成企画＞
- 『ネタパレ』 ＜プロデューサー＞
- 『痛快TV スカッとジャパン』 ＜プロデューサー＞
- 『DIGITAL MONSTER X-evolution』 【アニメ番組】 ＜プロデューサー＞
- 『デジモンセイバーズ』【アニメ番組】 ＜プロデューサー＞
- 『図書館戦争』【アニメ番組】 ＜プロデューサー＞
- 『トリコ』【アニメ番組】 ＜企画＞

な行
- 『Numer0n（ヌメロン）』 ＜編成企画＞
- 『のだめカンタービレ』（第1期）【アニメ番組】 ＜プロデューサー＞

は行
- 『バーテンダー』【アニメ番組】 ＜プロデューサー＞
- 『爆笑レッドシアター』 ＜編成＞
- 『白昼夢』 ＜プロデューサー＞
- 『ハチミツとクローバー』『ハチミツとクローバーII』【アニメ番組】 ＜プロデューサー＞
- 『battle for money 戦闘中』 ＜編成企画＞
- 『墓場鬼太郎』（アニメ番組） ＜プロデューサー＞
- 『ピカルの定理』 ＜編成＞
- 『B.C.ビューティー・コロシアム』 ＜企画＞
- 『ひろいきの』 ＜編成企画＞
  - おーい!ひろいき村
- 『VS嵐』 ＜編成＞

ま行
- 『もしも』 ＜企画＞
- 『モノノ怪』（アニメ番組） ＜プロデューサー＞
- 『もろもろのハナシ』 ＜編成企画＞

や行
- 『容疑者は8人の人気芸人』 ＜企画・プロデュース＞

ら行
- 『run for money 逃走中』 ＜編成企画＞
- 『ノイタミナ』（アニメ番組） ＜プロデューサー＞
- 『レジェンズ 甦る竜王伝説』【アニメ番組】 ＜編成＞

わ行
- 『笑っていいとも!』 ＜編成＞

### 映画
- 『劇場版 金色のガッシュベル!! GASH BELL 101番目の魔物』＜プロデューサー＞
- 『劇場版 金色のガッシュベル!! メカバルカンの来襲』＜プロデューサー＞

## 出演

### テレビ
- 『沼にハマってきいてみた』（NHK総合テレビジョン）
- 『今日からやる会議』（テレビ東京）[7]

### ラジオ
- 『空想メディア』（FM TOKYO）[12]
- 『伊集院光とらじおと』（TBSラジオ）

### インターネット番組
- 『中田敦彦のYouTube大学』（YouTube番組）
- 『街録ch〜あなたの人生、教えて下さい〜』（YouTube番組）

### 雑誌
- 『プレジデント』（プレジデント社）

## 著書
書籍
- 『人がうごく コンテンツのつくり方 単行本』（クロスメディア・パブリッシング、2018年8月10日）　ISBN 978-4295402268
- 『企画 「いい企画」なんて存在しない』（クロスメディア・パブリッシング、2021年7月27日）　ISBN 978-4295405498
- 『スキル　仕事で使える変な力たち』（クロスメディア・パブリッシング、2023年9月29日）ISBN 978-4295408789

漫画原作
- 『二択歩行』[13]
  - choice 01（マンガハックPerry、2018年8月10日）　ASIN B07G465G2D
  - choice 02（マンガハックPerry、2018年8月10日）　ASIN B07G42ZJTJ
  - choice 03（マンガハックPerry、2018年8月10日）　ASIN B07G47BMLG
  - choice 04（マンガハックPerry、2018年8月10日）　ASIN B07G4H3TXH
  - choice 05（マンガハックPerry、2018年8月10日）　ASIN B07G45WT2G
  - choice 06（マンガハックPerry、2018年8月10日）　ASIN B07G43XMC8
  - choice 07（マンガハックPerry、2018年11月9日）　ASIN B07K2TDLS9
  - choice 08（マンガハックPerry、2018年11月9日）　ASIN B07K2W5D1F
  - choice 09（マンガハックPerry、2018年11月9日）　ASIN B07K2TV7CN
  - choice 10（マンガハックPerry、2018年11月9日）　ASIN B07K2V6HGH
  - choice 11（マンガハックPerry、2019年3月15日）　ASIN B07P42B54H
  - choice 12（マンガハックPerry、2019年3月15日）　ASIN B07P42GCQW
  - choice 13（マンガハックPerry、2019年3月15日）　ASIN B07P1TM5W2
  - choice 14（マンガハックPerry、2019年3月15日）　ASIN B07P5432N6
  - choice 14.5（マンガハックPerry、2019年3月15日）　ASIN B07P2Y368Z
  - choice 15（マンガハックPerry、2019年3月15日）　ASIN B07P2YGHCR
  - choice 16（マンガハックPerry、2019年3月15日）　ASIN B07P438JBY
  - choice 17（マンガハックPerry、2019年6月28日）　ASIN B07THZZ3C9
  - choice 18（マンガハックPerry、2019年6月28日）　ASIN B07TJXYR1S
  - choice 19（マンガハックPerry、2019年6月28日）　ASIN B07TJ15HD1
  - choice 20（マンガハックPerry、2019年6月28日）　ASIN B07TGK767Y
  - choice 21（マンガハックPerry、2019年6月28日）　ASIN B07TJ14ZSG
  - choice 22（マンガハックPerry、2019年6月28日）　ASIN B07THKN67F
  - choice 23（マンガハックPerry、2019年6月28日）　ASIN B07TJYQ98M
  - choice 24（マンガハックPerry、2019年10月4日）　ASIN B07YG5TYS1
  - choice 25（マンガハックPerry、2019年10月4日）　ASIN B07YG664GD
  - choice 26（マンガハックPerry、2019年10月4日）　ASIN B07YG5C1XP
  - choice 27（マンガハックPerry、2019年10月4日）　ASIN B07YG71VQ4
  - choice 28（マンガハックPerry、2019年10月4日）　ASIN B07YG6N85S
  - choice 29（マンガハックPerry、2019年10月4日）　ASIN B07YG6TVD6
  - choice 30（マンガハックPerry、2019年10月4日）　ASIN B07YG7WQ2D
- 『悪いのは全部お前らのせい』
  - 分冊1話 (ビーグリー、2022年5月25日）　ASIN B09ZPDXGWD
  - 1巻 (ビーグリー、2022年5月25日）　ASIN B09ZPF1JP9
  - 分冊版 4話 (ビーグリー、2022年6月25日）　ASIN B0B3479SCZ
  - 分冊版 5話 (ビーグリー、2022年7月25日）　ASIN B0B5Q9VWJL
  - 2巻 (ビーグリー、2022年8月25日）　ASIN B0B8M6RKRK
  - 分冊版 6話 (ビーグリー、2022年8月25日）　ASIN B0B8M58G47

## 関連人物
- 日枝久（高瀬入社時のフジテレビ社長）
- 金田耕司（元・上司。現・制作局長。編成制作局編成部副部長→編成部企画担当部長→編成情報センター室長→編成制作局次長→バラエティー制作センター室長→現職）
- 松崎容子（アニメなどを担当。元・編成部。現・総合開発局メディア開発センターアニメ開発部長）
- 情野誠人（元・編成部。現・編成制作局バラエティー制作センターチーフプロデューサーで、テレビアニメなどを担当。高瀬の後輩プロデューサー）
- 野﨑理（2013年7月期より、『トリコ』のプロデューサーを担当し、2014年7月期より、『ノイタミナ』の編成担当になる。）

### 同期入社
- 荒瀬詩織
- 五十嵐剛（入社時は営業部、編成制作局制作2部→コンテンツ事業部を経て、現・編成制作局バラエティー制作センター部長職ゼネラルプロデューサー）
- 島田彩夏
- 西岡孝洋
- 八馬淳也